# 莲溪寺
莲溪寺位于武汉市武昌区涂家岭四村51号，古籍中记载此地原名“蟠龙山”。莲溪寺是武汉市“四大丛林”，所谓丛林，就是僧侣聚集之处，民国十七年（1928年）体空禅师在此开办了当时全国佛教的最高学府华严大学。尤为难得的是，自1994年莲溪寺的“女众部”搬迁至此后，莲溪寺成为武汉市内仅有的两处专供女性修行的寺院之一（另一所为蛇山脚下的龙华禅寺）。
寺院始建于元末明初，于明末毁于战乱，但于康熙年间由法融禅师主持重修，又于咸丰六年（1856年）为太平军所毁。现存建筑为光绪十五年（1898年）重修，寺院于2013年开始大兴土木至今尚未完工。
寺院现存建筑分四进：入山门为禅堂、中为弥勒殿、复为大雄宝殿、更进为藏经阁。藏经阁内藏有乾隆大藏经一部，更藏有一尊北魏时期墨玉观音像为镇寺之至宝；寺内亦有上至元末下至民国石碑数座，均为不可多得的历史见证。